# Жанна-Батиста д’Альбер де Люин
Жанна-Батиста д’Альбер де Люин (фр. Jeanne-Baptiste d'Albert de Luynes; 18 января 1670, Париж — 18 ноября 1736, там же), графиня де Верруа — французская аристократка.

## Биография
Четвертая дочь Луи-Шарля д’Альбера, герцога де Люина, и Анн де Роган-Гемене.
Была крещена 21 января 1670 в церкви Сен-Сюльпис, восприемниками были Жан-Батист Кольбер и Анн-Жюли де Роган-Шабо, принцесса де Субиз.
По словам герцога де Сен-Симона, она была самой красивой из дочерей Люина, а «также была очень умна тем последовательным и цепким умом, который словно создан, чтобы подчинять себе других».
Воспитывалась в Пор-Рояле, весной 1683 года впервые появилась при дворе Людовика XIV, недавно переехавшем в Версаль. Там она познакомилась с племянником посла герцога Савойи во Франции аббата Верруа савойским офицером и придворным графом Аугусто Манфреди Скалья ди Верруа, за которого 25 августа 1683 вышла замуж. 5 октября пара прибыла в савойскую столицу и в конце месяца юная графиня была представлена герцогу Виктору Амедею II в замке Монкальери. Официально она была принята при герцогском дворе в Турине спустя два месяца. 3 мая 1684 в Шамбери родилась ее первая дочь Мария Анна (ум. 1745). До 1688 года Жанна-Батиста жила в семейном дворце под опекой властной свекрови, «весьма уважаемой и влиятельной» придворной дамы герцогини Савойской, и отношения с которой у нее не сложились. За это время у графини родились еще двое детей: Мария Анжелика (1685—1754) и Джузеппе Витторио Амедео (1686—1707).
В январе 1688 на восемнадцатилетнюю графиню обратил внимание герцог Савойский.

Заметив его расположение, она сказала об этом мужу и свекрови; они ограничились тем, что похвалили ее, но не придали ее словам никакого значения. Интерес герцога Савойского к ней возрастал с каждым днем, и, вопреки своему обыкновению и склонностям, он стал устраивать празднества. Юная графиня поняла, что это делается для нее, и всеми силами старалась уклониться от участия в них; но старуха вышла из себя, разбранила ее, заявила, что она слишком много о себе понимает и что у нее от гордости просто разыгралось воображение. Муж, хоть и более мягкого нрава, также настаивал на участии супруги в этих празднествах, говоря, что он в ней уверен и что, даже если герцог Савойский действительно влюблен в нее, ее положение не позволяет пренебрегать придворными увеселениями. От имени герцога Савойского ей были сделаны предложения; она сказала о том мужу и свекрови, умоляя их на некоторое время покинуть город; но тщетно, — в ответ она слышала лишь грубости.— Сен-Симон. Мемуары. 1691—1701. — М., 2007. — С. 597
Не получив поддержки от мужа, в мае 1688 уехавшего на войну с турками, и его семьи, графиня, беременная четвертым ребенком, сказалась больной и направилась на воды в Бурбон-ле-Бен, куда вызвала своего отца. Герцог де Люин, «человек в высшей степени порядочный и благочестивый», решил пригласить дочь с ее мужем в Париж, чтобы дать время герцогу увлечься кем-нибудь другим. В этом деле он рассчитывал на содействие аббата Верруа, но, по словам Сен-Симона, развратный старик, дождавшись отъезда герцога, попытался сам добиться благосклонности у племянницы, а получив отпор, по возвращении в Турин постарался очернить Жанну-Батисту перед свекровью и мужем, в ноябре вернувшимся из Венгрии, чтобы засвидетельствовать рождение сына Карло Аугусто (1688—1706).
В результате графиня, оставшаяся без поддержки, решила уступить домогательствам герцога, чтобы избавиться от преследований. Сен-Симон пишет, что «история эта выглядит настоящим романом, но произошла она в наши дни и на глазах у всех».
Весной 1689 года Виктор Амедей с женой отправился в Ниццу, а графиню ди Верруа назначил почетной дамой герцогини, чтобы она могла участвовать в путешествии. Граф, который также был приглашен, сначала сказался больным, затем все же приехал в Ниццу, но вскоре вернулся в Турин. Вернувшаяся из поездки в начале августа графиня была беременна от герцога, в ночь с 9 на 10 августа покинула Палаццо Скалья и перебралась в монастырь, принеся жалобу на грубое обращение со стороны супруга. Виктор Амедей даже назначил своей любовнице значительную ежегодную пенсию в качестве компенсации за жестокость мужа. 29 января или 9 февраля 1690 Верруа родила герцогу дочь Витторию Франческу (ум. 1766). «Разразившийся скандал поверг все семейство Верруа в отчаянье, хотя винить в том они могли лишь самих себя». Граф де Верруа в ноябре покинул герцогство со своей матерью и детьми, и переехал в Париж.
21 января 1691 года герцог назначил Жанну-Батисту камеристкой герцогини Савойской, что позволило ей обосноваться при дворе, а в Версале было воспринято как унижение герцогини. «Вскоре новая любовница стала безраздельно править савойским двором, владыка коего поклонялся ей как богине. Милостей и почестей можно было удостоиться лишь при ее благоволении, и министры боялись ее и заискивали перед ней». В том же году графиня тяжело заболела. Ходили слухи, что она была отравлена, но, по словам автора статьи в Итальянской биографической энциклопедии, «на самом деле это была форма оспы».
В 1692 году графиня родила Виктору Амедею вторую дочь, умершую во младенчестве, а 10 декабря 1694 сына Витторио Франческо (ум. 1762). 5 марта 1695 года герцог крестил внебрачных детей. Церемонию провел архиепископ Турина Микеле Антонио Вибо. Восприемниками при крещении Витторио Франческо были маркиз Карло Джузеппе Каррон ди Сан-Томазо, первый государственный секретарь, и Тереза Мем де Мароль, маркиза Дронеро, в юности бывшая любовницей Карла Эммануэля II), а крестными родителями его сестры Виттории Франчески были Филиберто д'Эсте, маркиз Дронеро, великий камергер, внук Карла Эммануэля I, и Паола Роэро ди Гуарене, маркиза Сан-Томмазо, почетная дама герцогини.
Когда Жанна-Батиста заболела оспой, «герцог Савойский не отходил от ее постели и ухаживал за ней как самая заботливая сиделка. Болезнь изуродовала ее лицо, что, однако, не уменьшило его любви к ней. Но любил он ее на свой лад: обожая уединение, 
он, можно сказать, держал ее взаперти и, хотя нередко работал у нее со своими 
министрами, вмешиваться в свои дела ей не позволял. Он осыпал ее подарками, так что кроме пенсионов у нее было множество драгоценных камней, дорогих украшений, прекрасной мебели. Одним словом, она сделалась богата, но неволя тяготила ее, и она стала мечтать о бегстве».
При содействии Рене де Фруле, графа де Тессе, она в феврале 1697 вступила в тайную переписку с Людовиком XIV, но только в октябре 1700 года, благодаря помощи брата, «блестящего морского офицера» и воспользовавшись отъездом герцога в Шамбери, графиня ди Верруа смогла тайно покинуть Турин, предварительно отправив часть своего богатства во Францию. Виктор Амедей предписал своему послу в Париже графу Карло Эммануэле Бальбису ди Верноне, порекомендовать графиню Людовику XIV и предложить ей необходимую помощь. 14 июля 1701 он легитимировал ее бастардов, дав им титулы маркизов Сузы и апанажи в 50 000 пьемонтских лир каждому.
Жанна-Батиста сначала поселилась в принадлежавшем ее брату замке Дампьер, но менее чем через месяц переехала по воле семьи в монастырь Пуасси в Сен-Жермене под Парижем. Обосноваться в столице удалось не сразу, так как граф де Верруа, находившийся на французской службе, не мог допустить ее появления в обществе. В 1701 году Люинам удалось перевести ее в парижский бенедиктинский монастырь Богоматери Утешения на улице Шерш-Миди. Там у графини был настоящий дворец, открытый для посетителей. Граф согласился на это, но потребовал забрать решеткой окна, выходившие на улицу. В мае 1702 супруги достигли экономического соглашения.
По словам Сен-Симона, «в течение без малого пятнадцати лет она оставалась королевой Пьемонта, здесь же она была никто и ничто» и семейство герцогов де Шеврёз слышать о ней не хотело, но постепенно как собственными усилиями, так и благодаря посредничеству благочестивых особ, «стыдивших их за нежелание протянуть руку помощи женщине, бежавшей от разврата и соблазна», семья согласилась принять графиню, а затем перед ней открылись двери и других домов.
В августе 1704 граф погиб во Втором Гохштедтском сражении, и Жанна-Батиста освободилась от всех ограничений. Ее дочери были отправлены в монастырь, а сыновья вскоре умерли.
Еще в 1703 году графиня купила виллу в Медоне, а дворец на улице дю Шерш-Миди позднее превратила в салон, где собирались писатели, художники и философы, которых у нее «всегда ожидало хорошее угощение».

Благодаря ее врожденному уму и светскости у нее вскоре стало собираться большое общество; постепенно к ней вернулся ее прежний высокомерно-повелительный тон, никого, однако, не оскорблявший, ибо она была умна, деликатна и обходительна. Позже богатство позволило ей создать из числа ближайших родственников и друзей собственный двор, а затем, умело используя всякого рода обстоятельства, она настолько увеличила число своих приверженцев, что стала играть немалую роль в делах правления.— Сен-Симон. Мемуары. 1691—1701. — М., 2007. — С. 598—599
В 1719 году ее дочь Виттория Франческа с мужем, принцем Кариньянским, бежавшим из Савойи, где он наделал огромных карточных долгов, прибыли в Париж, «дабы пополнить собой двор мадам Верруа и без  
зазрения совести грабить королевство».
В 1721 году графиня ди Верруа купила соседнее с ее резиденцией здание. Утонченная коллекционерка, она собрала обширную библиотеку и картинную галерею, вскоре ставшую одной из самых известных и значительных во Франции, особенно благодаря коллекции полотен фламандской школы.
«Она уже приближалась к пределу своей жизни, когда Вольтер опубликовал (1726) «Светского человека» (Mondain) и «Апологию роскоши» (Apologie du luxe)». Мелон, бывший секретарь регента, вознамерившийся в своем «Политическом опыте о коммерции» (1734) вывести серьезную систему из блестящих шуток автора Альзиры, писал графине де Верруа: «Я вижу в вас, мадам, один из крупнейших примеров этой истины. Сколько семей поддерживают существование единственно благодаря покровительству, которое вы оказываете искусствам! Лишь только мы перестанем любить картины, эстампы, и всякого рода диковинки, как не менее двадцати тысяч человек в Париже тут же будут разорены и вынуждены искать работу у иностранцев».
Графиня потратила на всякие редкости сто тысяч франков, что и вызвало восхищение и комплименты Мелона. За свой исключительный вкус к удовольствиям она заслужила прозвище «Сладострастной госпожи» (Dame de volupté), упомянула в своем завещании нескольких философов и сочинила себе характерную эпитафию:
Ci-git, dans une paix profonde,

Cette dame de volupté

Qui, pour plus grande sûreté,

Fit son paradis dans ce monde.
Она умерла в Париже 18 ноября 1736 года и была похоронена в Сен-Сюльписе.

## Образ в беллетристике и кинематографе
- Романы Александр Дюма «Госпожа Сладострастия, воспоминания Жанны д’Альбер де Люин, графини де Веррю» (La Dame de Volupté: mémoires de Jeanne d’Albert de Luynes, Comtesse de Verrue, 1863) и «Две королевы» (1864).
- Роман Жака Турнье «Жанна де Люин, графиня де Верю» (Jeanne de Luynes, comtesse de Verue, 1984)
- Фильм Акселя Корти «Королевская шлюха» (La Putain du roi, 1990), экранизация романа Турнье, в роли графини ди Верруа Валерия Голино
- Андре Жильберта «La Contessa, воображаемая автобиография графини де Веррю» (La Contessa, autobiographie imaginaire de la Comtesse de Verrue, 2004)

## Комментарии
1. ↑  Сен-Симон пишет, что ее отравили придворные, ненавидевшие графиню за надменность, но герцог спас воздюбленную с помощью искусно составленного противоядия. В тот раз ее красота не пострадала, но перенесенная позднее оспа изуродовала лицо Жанны-Батисты (Сен-Симон, с. 598)